# Нововасилівське (Запорізький район)
Нововаси́лівське — село в Україні, Запорізькому районі Запорізької області. Входить до складу Михайло-Лукашівської сільської громади. 
Площа села — 34,7 га. Кількість дворів — 29, кількість населення на 01.01.2007 р. — 77 чол.

## Географія
Село Нововасилівське знаходиться на відстані 0,5 км від села Михайло-Лукашеве. Поруч проходить автомобільна дорога Н15.
Село розташоване за 15 км від колишнього районного центру (Вільнянська), за 45 км від обласного центра.
Найближча залізнична станція — Вільнянськ — знаходиться за 15 км від села.

## Історія
С. Нововасилівське виникло на початку XIX ст., на землях поміщика Лукашевича, сюди направлялись кріпацькі сім'ї.
7 (20) листопада 1917 року, відповідно до Третього Універсалу Української Центральної Ради, увійшло до складу Української Народної Республіки.
Внаслідок поразки Перших визвольних змагань село надовго окуповане більшовицькими загарбниками.
В 1931 році Нововасилівське ввійшло до артілі «Зоря».
В 1932-1933 селяни пережили сталінський геноцид.
З 24 серпня 1991 року село входить до складу незалежної України.
12 червня 2020 року, відповідно до розпорядження Кабінету Міністрів України № 713-р «Про визначення адміністративних центрів та затвердження територій територіальних громад Запорізької області», село увійшло до складу Михайло-Лукашівської сільської громади.
19 липня 2020 року, в результаті адміністративно-територіальної реформи та ліквідації Вільнянського району, село увійшло до складу новоутвореного Запорізького району.

## Населення

### Мова
Розподіл населення за рідною мовою за даними перепису 2001 року:
| Мова       | Кількість | Відсоток |
| ---------- | --------- | -------- |
| українська | 71        | 82.56%   |
| російська  | 15        | 17.44%   |
| Усього     | 86        | 100%     |